# Under ytan (sång)
Under ytan är en låt skriven av Uno Svenningsson och inspelad av honom på hans debutalbum som soloartist, Uno från 1994. samt utgiven på singel samma år.
Låten inleds med cellospel och användes i en antivåldskampanj av ett försäkringsbolag i TV-reklam.
Blues spelade in sin version 1998. Låten testades på Trackslistan, där den gick in den 9 januari 1999 och sedan låg kvar i tre veckor innan den lämnade listan.
1997 släppte den danska sångaren Søs Fenger ett cover på låten på danska under namnet "Inderst inde" 
2015 spelades den in av Loreen.
Kikki Danielsson spelade in den under Så mycket bättre 2017. Då hette låten "At the Border", och handlade om flyktingarnas situation världen över.

## Listplaceringar

### Blues version
| Lista (1998-1999) | Topplacering |
| ----------------- | ------------ |
| Sverige           | 2            |